# Acradenia
Acradenia es un género con cuatro especies de plantas  perteneciente a la familia Rutaceae. Son árboles que se distribuyen por Australia.

## Descripción
Son arbustos o pequeños a grandes árboles. Tienen las hojas opuestas, por lo general palmateadas con 3-foliolos y  con los márgenes crenados. Inflorescencias axilares [o terminal, paniculada. Flores bisexuales.  Por lo general 5 sépalos, fundidos, basales y  5 pétalos normalmente, imbricados. Estambres generalmente 10, divergentes.  Carpelos por lo general 5, fundidos, basales, cada uno con una glándula superior; estilos fusionados, derivados de alrededor de la mitad de los carpelos; estigma apenas diferenciada del estilo; óvulos 2 en cada carpelo.

## Especies
- Acradenia bosistoi
- Acradenia euodiiformis
- Acradenia frankliniae
- Acradenia zierioides